# Johnny Lockett
Johnny Lockett (8 de diciembre de 1915-8 de diciembre de 2004) fue un piloto británico, que compitió en el Campeonato del Mundo de Motociclismo, desde la temporada 1949 hasta la temporada 1951.

## Biografía
Su carrera en el mundo del motociclismo se inicia en el periodo de entreguerras, apareciendo en las carreras del TT Isla de Man a partir de 1936.
Participó en las tres primeras ediciones del Mundial de motociclismo. Su mejor temporada fue en la temporada 1951 cuando consiguió la tercera posición de la general de 350 cc por detrás de Geoff Duke y Bill Doran. En total, sumó ocho podios en esos tres años.
Posteriormente, Lockett probó el automovilismo con participaciones en las 24 Horas de Le Mans

## Estadísticas
Sistema de puntuación en 1949:
| Posición | 1.º | 2.º | 3.º | 4.º | 5.º | Vuelta rápida |
| Puntos   | 10  | 8   | 7   | 6   | 5   | 1             |

Sistema de puntuación desde 1950 hasta 1968:
| Posición | 1.º | 2.º | 3.º | 4.º | 5.º | 6.º |
| Puntos   | 8   | 6   | 4   | 3   | 2   | 1   |

(carreras en cursiva indica vuelta rápida)
| Año  | Clase | Moto   | 1     | 2       | 3       | 4       | 5       | 6       | 7     | 8       | Pts | Pos  |
| ---- | ----- | ------ | ----- | ------- | ------- | ------- | ------- | ------- | ----- | ------- | --- | ---- |
| 1949 | 350cc | Norton | IOM 7 | SUI 8   | NED 3   | BEL 3   | ULS -   |         |       |         | 14  | 5.º  |
| 1949 | 500cc | Norton | IOM 2 | SUI Ret | NED 5   | BEL Ret | ULS Ret | NAT -   |       |         | 13  | 7.º  |
| 1950 | 350cc | Norton | IOM 6 | BEL -   | NED 4   | SUI 10  | ULS -   | NAT Ret |       |         | 4   | 10.º |
| 1950 | 500cc | Norton | IOM 3 | BEL Ret | NED Ret | SUI 6   | ULS 3   | NAT 8   |       |         | 9   | 6.º  |
| 1951 | 350cc | Norton | ESP - | SUI -   | IOM 2   | BEL 2   | NED Ret | FRA 4   | ULS 3 | NAT Ret | 19  | 3.º  |
| 1951 | 500cc | Norton | ESP - | SUI -   | IOM -   | BEL 6   | NED 4   | FRA 10  | ULS 5 | NAT 11  | 6   | 6.º  |